# Dawid i Goliat
Dawid i Goliat – obraz olejny namalowany w latach 1599–1600 przez włoskiego artystę barokowego Caravaggia.
Pierwszy obraz Caravaggia poruszający starotestamentowy motyw Dawida i Goliata. Opowieść o tych dwóch postaciach znajduje się w Księdze Samuela. Wojska Filistynów rozbiły się pod Soko, w ziemi Judy, a oddziały Saula i Izraelici w Dolinie Terebintu. Zamiast stoczyć walną bitwę, Filistyni wystawili do walki swojego najlepszego wojownika Goliata. Wśród Izraelitów przez czterdzieści dni nie znalazł się nikt kto by go pokonał. Dopiero po tym okresie w ich szeregach pojawił się przypadkiem młody pasterz Dawid i postanowił walczyć z potężnym i mocno uzbrojonym Goliatem. Walka trwała krótko. Młodzieniec wykorzystał procę i kamieniem ugodził przeciwnika w czoło. Gdy ten padł, Dawid odciął głowę niepokonanego Filistyna mieczem należącym do niego. Izraelici zwyciężyli, Dawid stał się bohaterem, a później królem.

## Opis obrazu
W ikonografii chrześcijańskiej zwycięstwo Dawida nad Goliatem symbolizowało zwycięstwo Chrystusa nad Szatanem. Caravaggia interesował głównie moment odcięcia głowy Goliata, co było wyrazem upokorzenia pokonanego wroga. Obraz powstał w początkowym okresie twórczości malarza, gdy przebywał on w domu kardynała Francesco Maria del Monte. Dawid został przedstawiony jako młody chłopiec. Jego ciało oświetla światło, a na twarzy widoczny jest zadziwiający spokój. Ze zręcznością obwiązuje rzemieniem włosy na odciętej głowie przeciwnika by móc łatwo zanieść ją przed oblicze Saula. Zupełnie inne emocje dostrzega się na odciętej głowie Goliata widocznej na pierwszym planie. Za nią widoczne jest jego masywne ciało odziane w zbroję. Twarz mocarza wyraża przerażenie, jego oczy są otwarte a usta zastygły w niewyrażonym krzyku. Na czole Goliata widoczna jest rana od uderzenia kamieniem. Wokół postaci jest tylko ciemność, która jeszcze bardziej uwypukla znaczenie całej sceny – walki dobra ze złem.
W późniejszych latach twórczości Caravaggio jeszcze dwukrotnie podjął temat Dawida i Goliata; za każdym razem fascynując się momentem odcięcia głowy olbrzymowi. Pierwszy obraz pt. Dawid z głową Goliata powstał w 1607 roku, kolejny dwa lata później.